# Castro Coleman
Castro Coleman (McComb, Mississippi, 1976. augusztus 25. -), amerikai blues- és gospel énekes, dalszerző, gitáros. A 2014-es „Nemzetközi Blues Kihívás” győztese.

## Pályafutása
A Mississippi állambeli kisvárosban született Jonell és Vera Coleman gyermekeként. Életét zene vette körül. Szülei és nagynénje is kvartett együttessel játszott. B.B. King zenéje hatéves korától lenyűgözte: ekkor kezdett el gitározni. The Legendary Williams Brothers, The Canton Spirituals, The Pilgrim Jubilees  együttesekben tünt fel. Aztán megalapította saját együttesét, a The True Believerst, amely az In This Place című albummal mutatkozott be.
2012-ben egy regionális bluesversenyen elindult és nyert. Ezután 2013-ban Memphisben bejutott a döntőbe. 2013-ban megnyerte ugyanezt a versenyt, majd ismét nyert, és 2014-ben Memphisben megnyerte az International Blues Challenge-en.

## Albumok
- 2013: It's My Guitar
- 2015: The Mississippi Blues Child
- 2017: Knock a Hole In It
- 2020: Played Yourself (First Soul Single)
- 2021: Sippnotized

### CD, DVD
- 2018: Back to the Roots (CD)
- 2019: Back to the Roots (DVD)

## Díjak, elismerések
- 2014: Entertainer of the Year Award by the Jus' Blues Foundation
- 2015: International Blues Artist, 41st Annual Jackson Music Awards
- 2015: Az év blueszenésze, 41st Annual Jackson Music Awards
- 2017: Best Blues Album
- 2018: Gospel Group of the Year (with The True Believers), Mississippi Gospel Music Award
- 2018: National Blues Artist of The Year
- 2020: Award for Mississippi Legend at the Underground Southern Soul Awards